# Itoplectis melanocera
Itoplectis melanocera är en stekelart som beskrevs av Forster 1888. Itoplectis melanocera ingår i släktet Itoplectis och familjen brokparasitsteklar. Inga underarter finns listade i Catalogue of Life.